# Pruchten
Pruchten  är en kommun och ort i det tyska förbundslandet Mecklenburg-Vorpommern.
Kommunen ingår i kommunalförbundet Amt Barth tillsammans med kommunerna Barth, Divitz-Spoldershagen, Fuhlendorf, Karnin, Kenz-Küstrow, Löbnitz, Lüdershagen, Saal och Trinwillershagen.

## Geografi
Kommunen ligger norr om staden Barth i distriktet Vorpommern-Rügen mellan vikarna Barther Strom och Saaler Bodden. Delar av kommunen är belägen i den tyska nationalparken Vorpommersche  Boddenlandschaft.
Kommunen bildas av de två ortsdelarna Bresewitz och Pruchten.

## Kommunikationer
Genom kommunen går landvägen mellan orterna Barth och Zingst. Vägen är också förbindelsen mellan fastlandet och halvön Zingst.